# Hallgrímskirkja
Hallgrímskirkja (isländska för 'Hallgrímurs kyrka') är en kyrka i Reykjavík, Island. Den har fått sitt namn efter den isländske prästen och psalmdiktaren Hallgrímur Pétursson. Den 74,5 meter höga byggnaden ligger nära centrum av huvudstaden och är synlig över hela staden. Den evangelisk-lutherska kyrkan, tillhörig Isländska kyrkan, är en av Reykjaviks mest kända symboler och en av landets mest populära turistmål.

## Historia

### Bakgrund
Kyrkans ritningar gjordes år 1937 av arkitekten Guðjón Samúelsson. Inspirationen kom från pelarförklyftad basalt (isländska: stuđlaberg) vanligt förekommande i det vulkaniska landskapet och särskilt framträdande omkring vattenfallet Svartifoss i Vatnajökulls nationalpark. Den är också skapad för att efterlikna Tors hammare – med handtaget uppåt – som en anspelning på den isländska religiösa historien.
Kyrkobygget skedde på initiativ av den isländska staten och staden Reykjavík, och bygget bekostades till 60 procent av privata donationer och medel ur församlingens kassa.

### Bygget
Det tog 41 år att färdigställa kyrkan. Bygget påbörjades 1945 och avslutades år 1986. År 1948 invigdes ett kapell i källaren av det nuvarande koret. Redan 1942 hade Hallgrímskirkjas damkör bildats
Kyrktornet blev klart redan 1974, långt före den övriga byggnaden. Tornets storlek anpassades, enligt Islandskyrkans ledares vilja, för att den tydligt skulle torna över den katolska kyrkan Landakotskirkja. Även denna kyrkobyggnad hade ritats av Samúelsson.
Den officiella invigningen av kyrkan skedde 26 oktober 1986, dagen innan 312-årsminnet av Hallgrímur Péturssons död. År 1986 firade också staden Reykjavík 200 år som stad.

### Nutida verksamhet
Det arrangeras numera mässa i kyrkan klockan 11:00 varje söndag och kyrklig helgdag under året. Varje onsdag hålls morgonmässa (otta).
Den sista söndagen i månaden hålls anglikansk mässa på engelska. Mellan september och maj är kyrkan plats för olika slags liturgiska evenemang, inklusive bönestunder, kvällsevenemang, orgelkonserter och musikalisk meditation. Byggnaden används också till andra typer av konserter.
Hallgrímskirkja är Islands största kyrkobyggnad. Centralkyrka för Isländska kyrkan är dock den betydligt mindre Reykjaviks domkyrka (invigd 1796), som dessutom är församlingskyrka för stadens äldre delar.

## Kyrkobyggnaden
Kyrkobyggnaden har en markerat gotisk design. Interört har den en avskalad utformning i linje med kyrkans lutherska rötter.

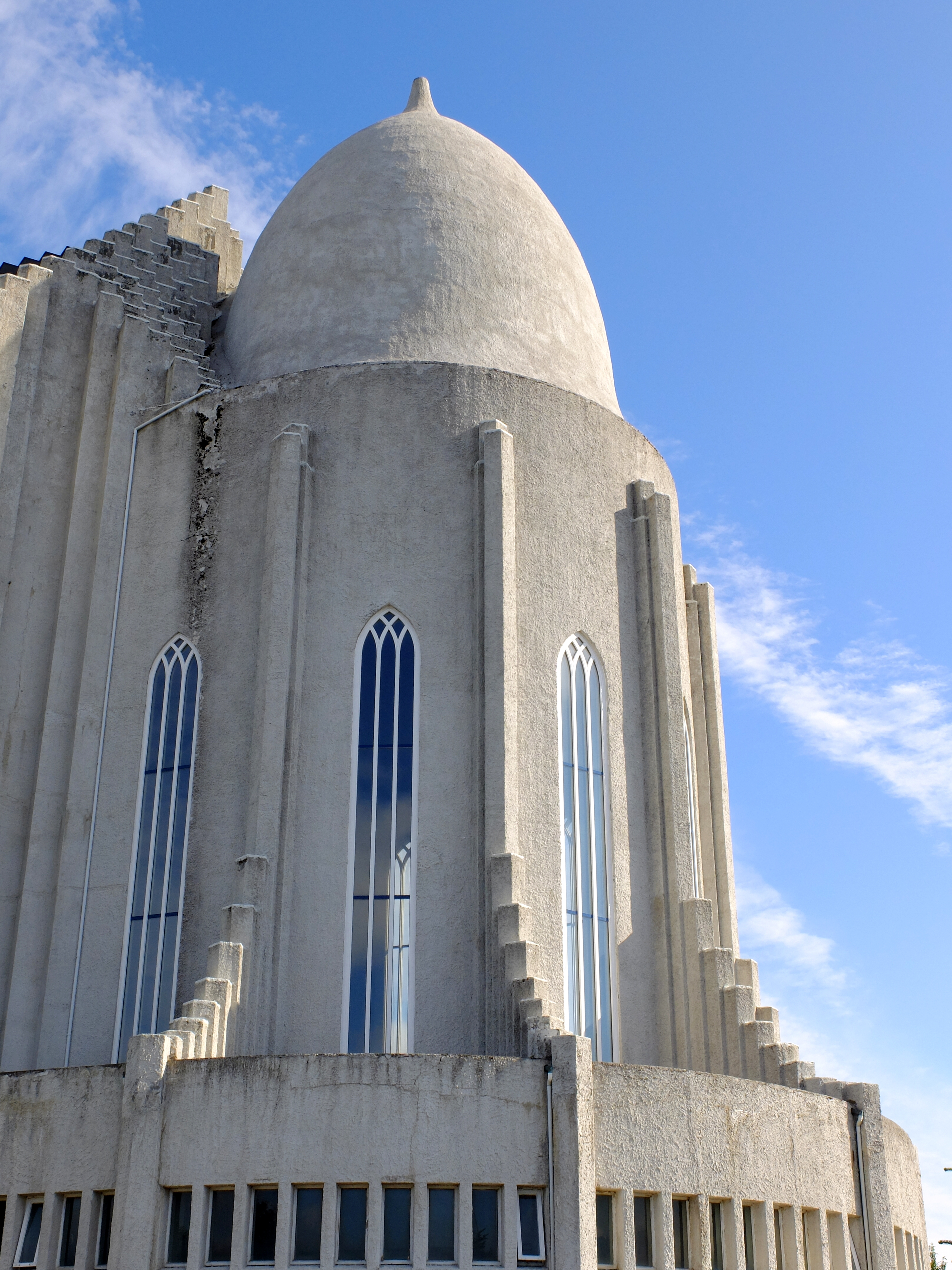
Kyrkans kor sedd utifrån.

### Tornet
Kyrktornets högsta topp är 74,5 (alternativt 73) meter. Detta gör Hallgrímskirkja till den högsta kyrkan samt den näst högsta byggnaden i landet, efter det cirka tre meter högre Smáratorg 3 i Kópavogur (allra högsta konstruktionen är radiomasten i Hellissandur på 412 meter). 
I tornet finns tre större kyrkklockor och 26 mindre. De tre större är, listade i storleksordning:
- Hallgrímur (ger tonen H)
- Guđriđur (efter Hallgrímurs hustru; ger tonen D)
- Steinunn (efter parets dotter; ger tonen E)

Kyrkans klockor ringer måndag till fredag klockan 09:00–21:00 var 15:e minut. På veckoslut och helgdagar när det inte är mässa, inleds ringandet först klockan 12:00. Hallgrímur ringer varje heltimme.
Det finns en hiss man kan åka 8 våningar. Dessutom går man ytterligare tre trappor om sammanlagt 30 trappsteg upp till en storslagen utsiktplats med vy i alla väderstreck.

### Inventarier
Kyrkan har plats för 1 200 sittande kyrkobesökare.

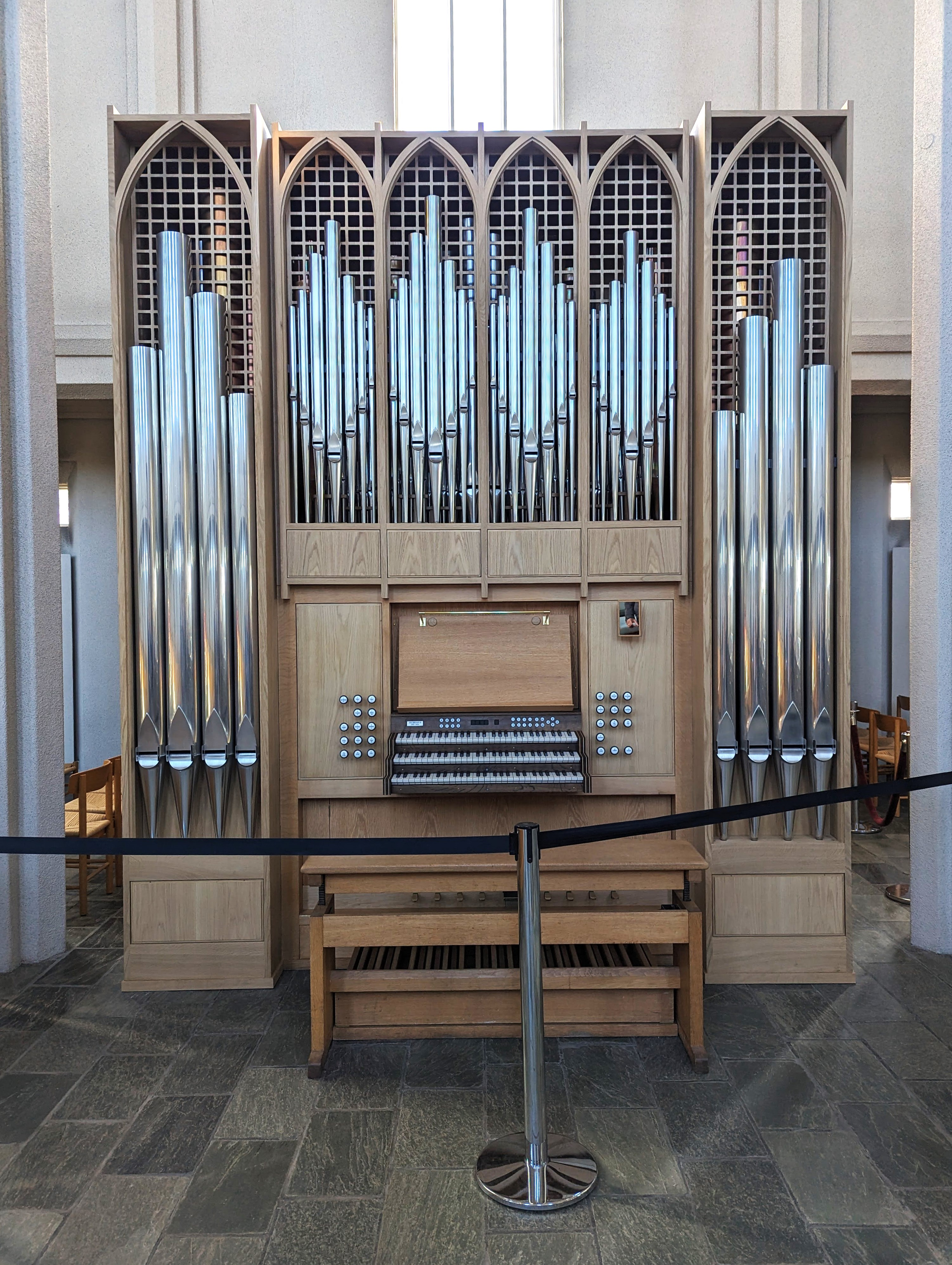
Den mindre körorgeln.
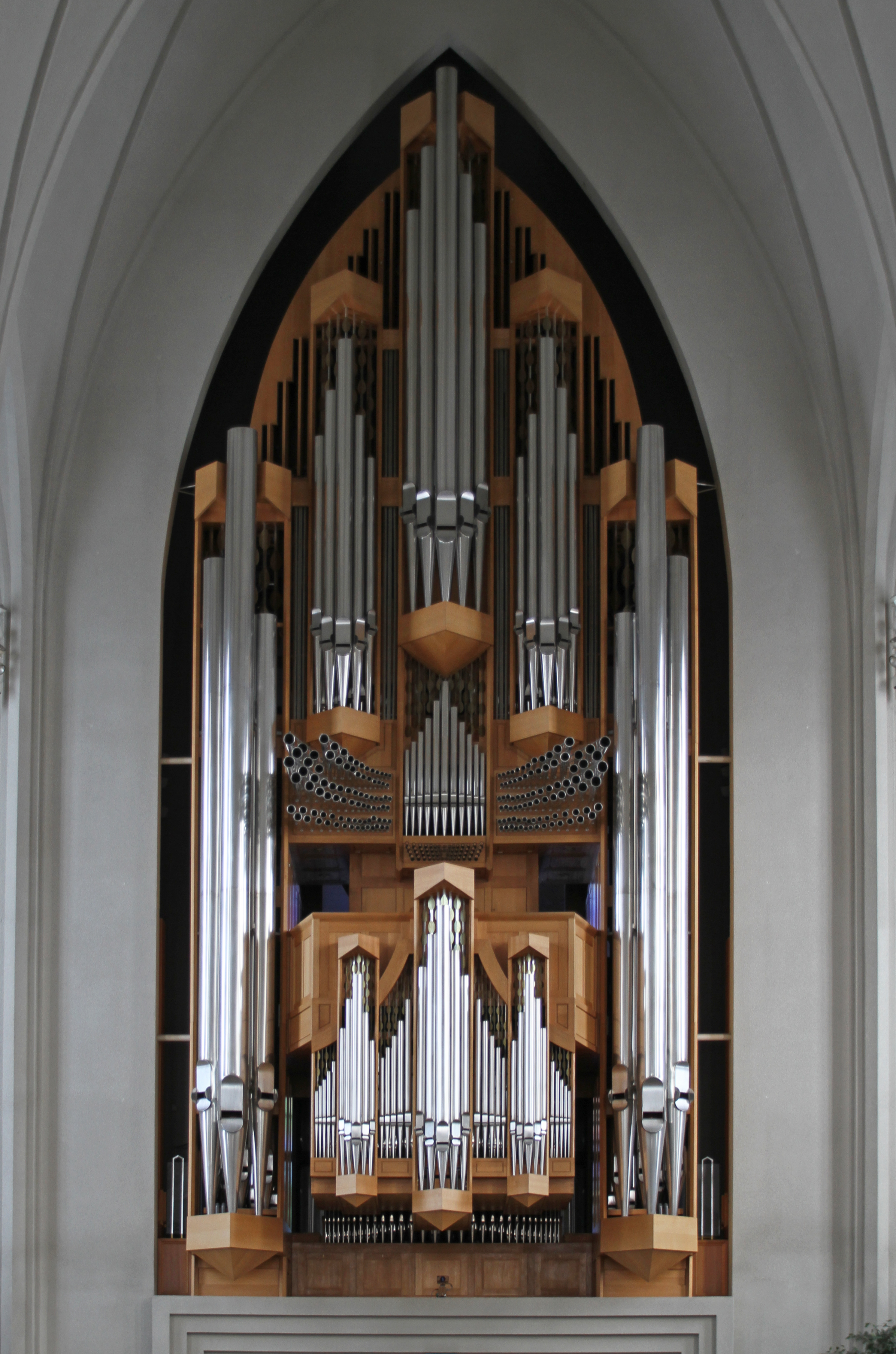
Konsertorgelns pipor.
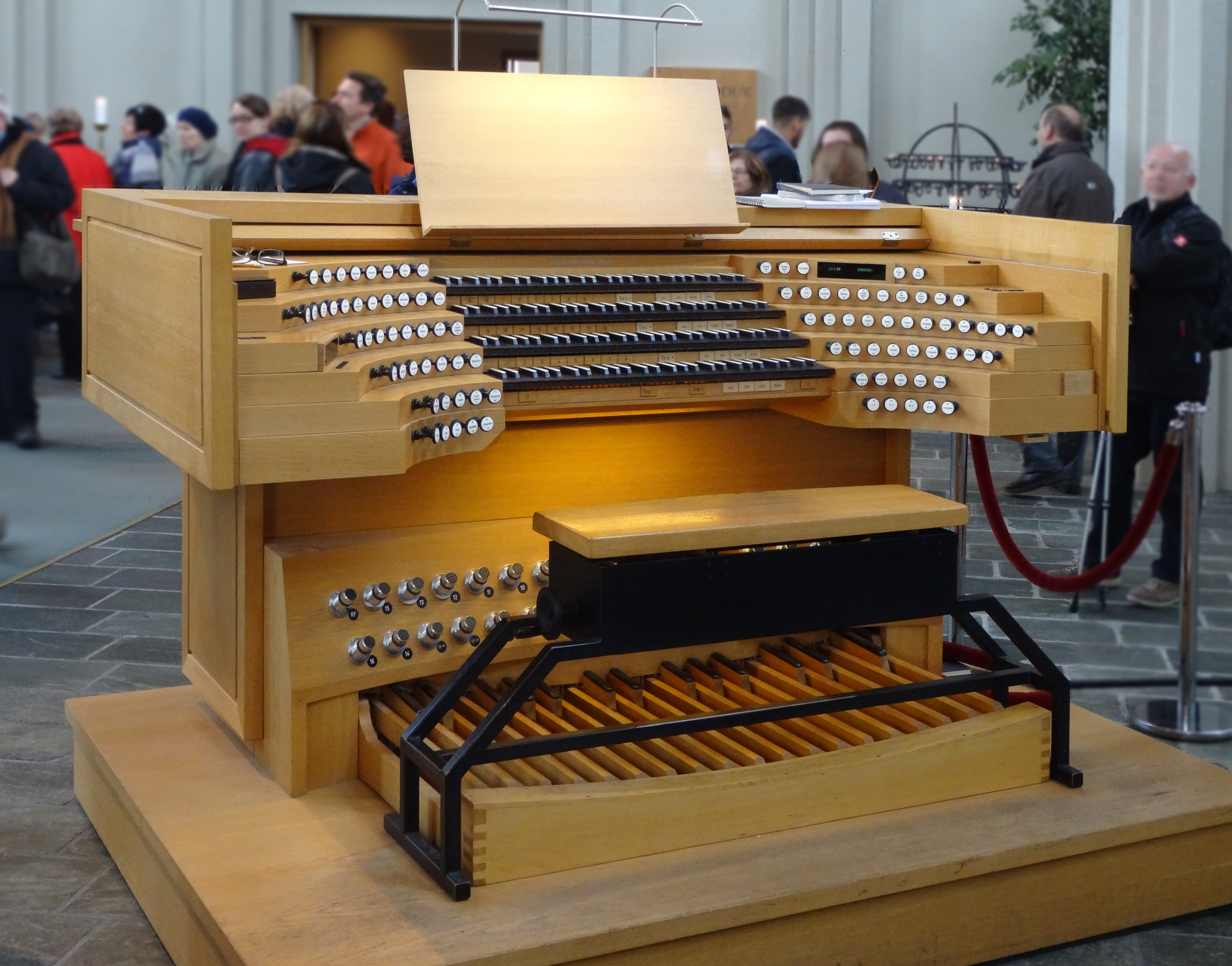
Spelbordet till konsertorgeln.

Kyrkan har två orglar. Den mindre körorgeln har tio stämmor och byggdes av Th. Frobenius-firman i danska Lyngby. Den invigdes i december 1985.
Konsertorgeln, landets största orgel med fyra klaviaturer och 5 275 pipor i 102 olika rader, tillverkades 1992 av Johannes Klais vid Klais Orgelbau i Bonn. Den har beskrivits som en modernistisk blandning mellan traditionellt och modernt, i stil med den övriga kyrkan. Orgelpiporna varierar i längd från någon decimeter till 10 meter. Hela orgeln är 15 meter hög och väger 25 ton. Konsertorgeln bekostades huvudsakligen via privata donationer, inklusive genom möjligheten att förvärva ägarskap till de enskilda orgelpiporna.
Dopfunten är tillverkad av isländsk basalt böhmiskt glas och påminner om en bit glaciäris. Funten, predikstolen och dörrar i samma stil är skapade av den lokala bildkonstnären Leifur Breiðfjörð.

### Statyn vid kyrkan
Statyn framför kyrkan föreställer Leif Eriksson, son till Erik Röde. Statyn är äldre än kyrkan själv och är en gåva av USA 1930 för att fira Alltingets tusenårsjubileum. Den 5,18 meter och 50 ton tunga höga bronsstatyn skapades 1929 och formgavs av den amerikanske skulptören Alexander Stirling Calder, som vunnit formgivningstävlingen.
Bronsstatyn placerades på sin nuvarande plats 1932, strax väster om krönet på höjden Skólavörðuholt, efter en kontrovers mellan donator och mottagare om hur prominent statyn skulle vara i stadsbilden. Detta gav plats åt det senare kyrkobygget på bergskrönet strax bakom statyn. Calder själv ville dock ha statyn placerad i mitten av en mindre sjö, som symbol för sjöfararen och Amerikaupptäckaren Leif Eriksson.

## Bildgalleri

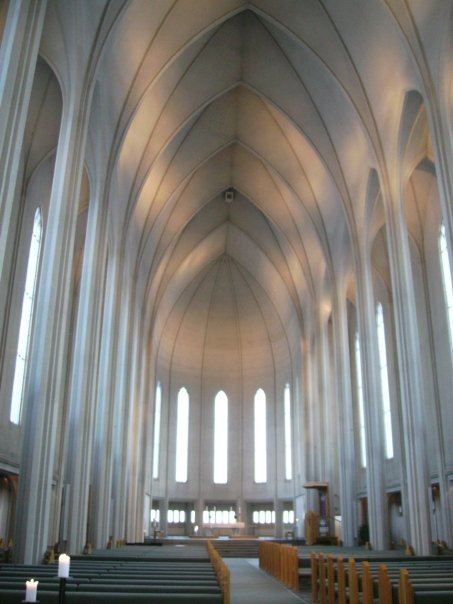
Kyrkorum mot kor.
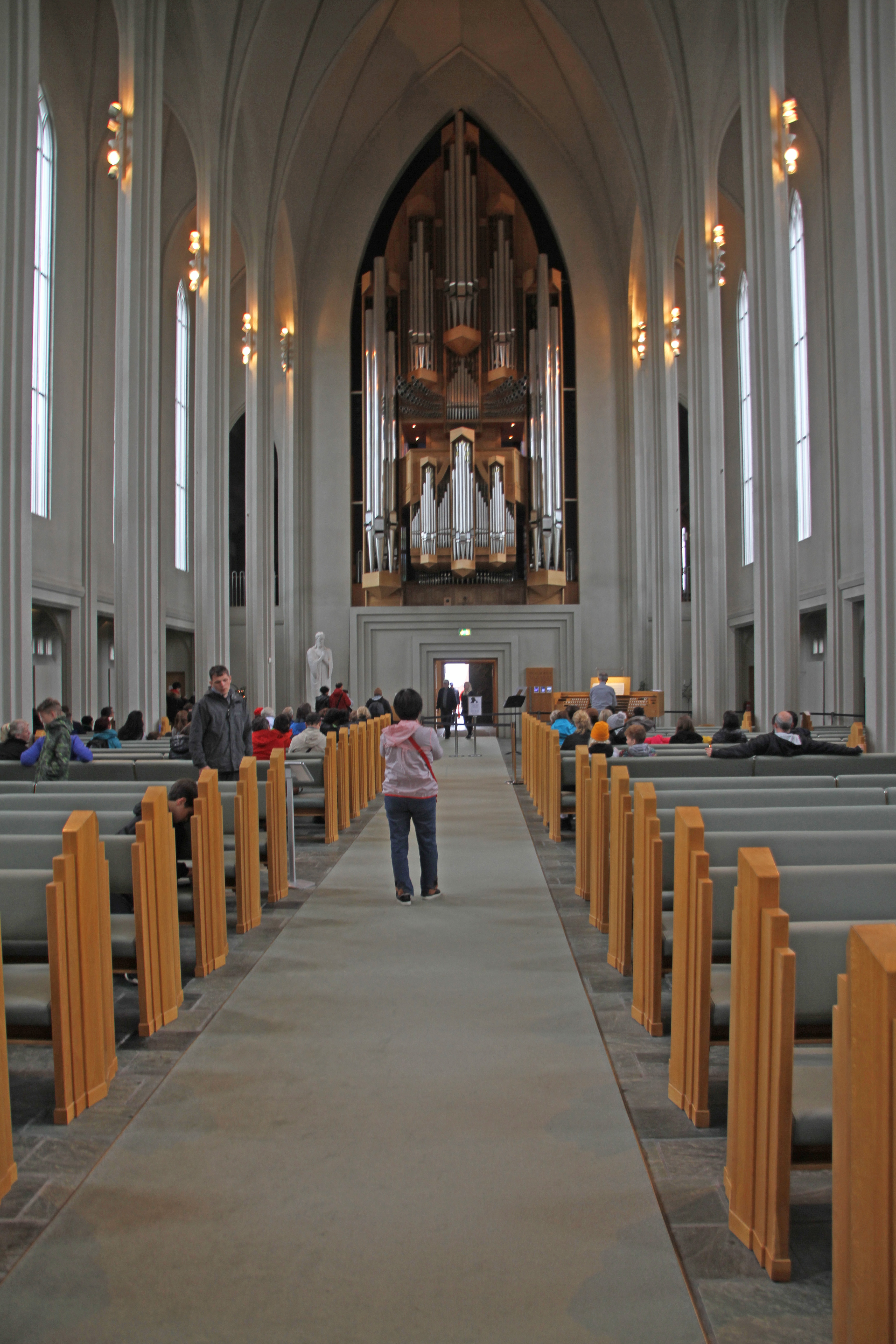
Kyrkorum mot ingång.
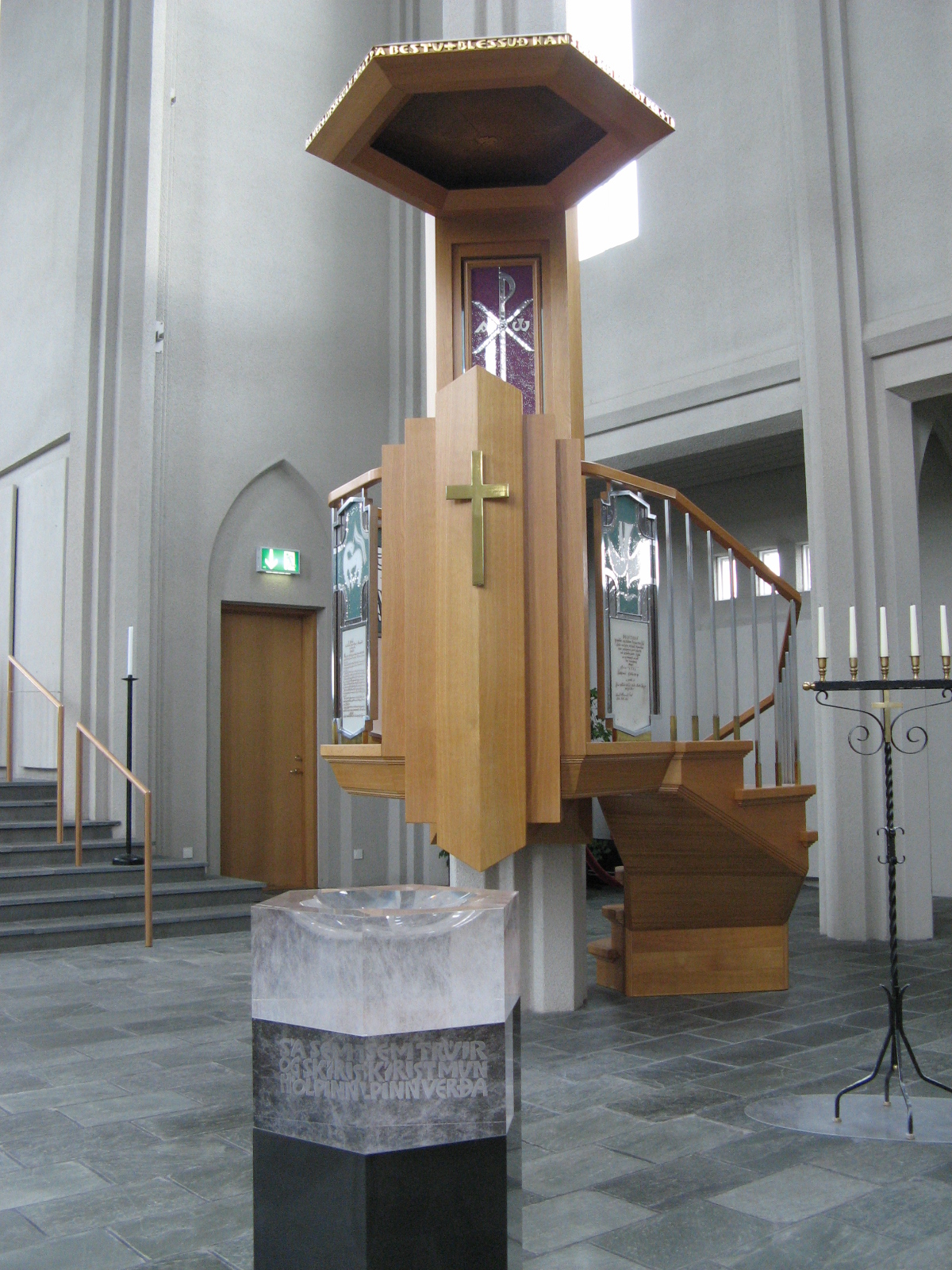
Predikstol och dopfunt.
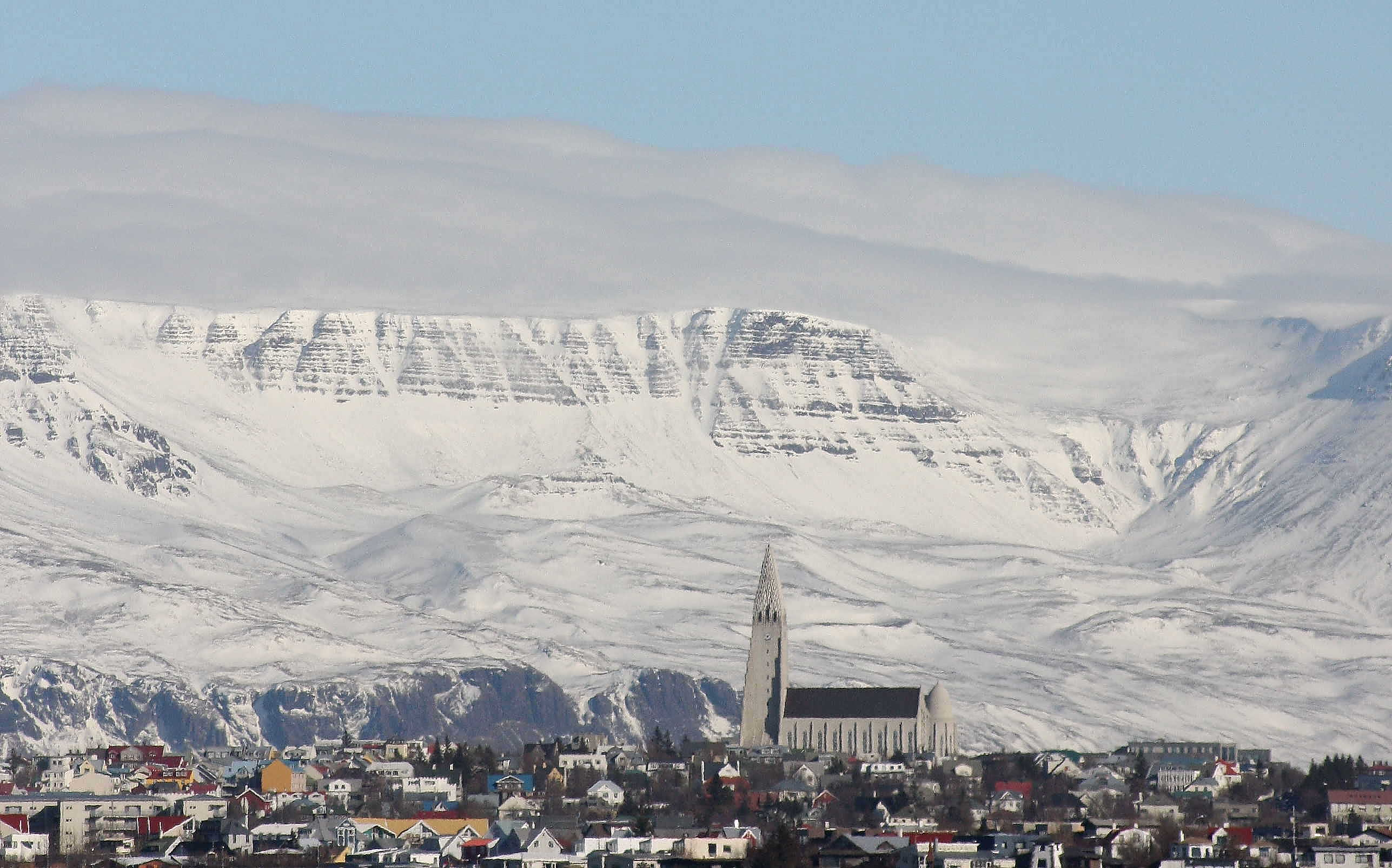
Vy över centrala Reykjavik med Hallgrímskirkja.

## Diskografi
Inspelningar av musik framförd på kyrkans orgel.
- Cathedral music / Idenstam, Gunnar, orgel. CD. BIS NL-CD-5018. 2002.